# San Salvador de Tebra
Tebra (oficialmente San Salvador de Tebra) es una parroquia española del municipio de Tomiño, perteneciente a la provincia de Pontevedra, en la comunidad autónoma de Galicia.

## Historia
Hacia mediados del siglo XIX, el lugar, ya por entonces perteneciente a Tomiño, tenía contabilizada una población de 434 habitantes. Aparece descrito en el decimocuarto volumen del Diccionario geográfico-estadístico-histórico de España y sus posesiones de Ultramar de Pascual Madoz con las siguientes palabras:

TEBRA (San Salvador): felig. en la prov. de Pontevedra (7 1/4 leg.), part. jud. y dióc. de Tuy (1 1/2), ayunt. de Tomiño. sit. en terreno montuoso, á las inmediaciones del riach. Forcadela afluente del Miño, clima sano. Tiene unas 100 casas en los l. de Bouzafria, Casal, Frianes, Loubian. Louzan de Arriba, Pezerreira, y Souto. La igl. parr. (San Salvador) se halla servida por un cura de entrada y provision de S. M. y del diocesano: tiene por aneja la de San Martin de Currás. Confina N. Sta. Maria de Tebra: E. Piñeiro; S. Vilamean, y O. montes de la Grova. El terreno es de buena calidad. prod.: maiz, trigo, centeno, vino, patatas, frutas y pastos: hay ganado vacuno, y lanar, y caza de liebres, conejos, perdices, codornices, y otras aves. pobl.: 105 vec., 434 alm. contr.: con su ayunt. (V.).
(Madoz, 1849, p. 678)

En 2022, tenía empadronados 342 habitantes.